# Cantó del Buga
El cantó del Buga és un cantó francès del departament de la Dordonya, situat al districte de Sarlat e la Canedat. Té 10 municipis i el cap és Al Buga.

## Municipis
- Al Buga
- Campanha
- Flurac
- Jornhac
- Manàuria
- Mausens e Miramont
- Sench Avit de Vialars
- Sent Circ
- Sent Feliç de Relhac e Mòrta Mar
- Savinhac de Miramont

## Història
| Data d'elecció                           | Identitat          | Partit        | Qualitat |
| ---------------------------------------- | ------------------ | ------------- | -------- |
| 1979-1998                                | Gérard Fayolle     | RPR           |          |
| 1998-2004                                | Jean-Pierre Gouaud | Divers droite |          |
| 2004-                                    | Gérard Labrousse   | PS            |          |
| les dades anteriors no són pas conegudes |                    |               |          |
|                                          |                    |               |          |

## Demografia
| 1962  | 1968  | 1975  | 1982  | 1990  | 1999  | 2006  |
| ----- | ----- | ----- | ----- | ----- | ----- | ----- |
| 4.564 | 4.677 | 4.460 | 4.531 | 4.571 | 4.693 | 4.843 |